# 18 juin dans les chemins de fer
18 mai 18 juillet
Chronologies thématiques
- Croisades
- Sports
- Disney

Cette page concerne les événements qui se sont déroulés un 18 juin dans les chemins de fer.

## Événements

### XIXesiècle
- 1856. Espagne  concession de l'embranchement de Venta de Baños à Alar del Rey aux frères Péreire (Compañia de los Caminos de Hierros del Norte)

### XXesiècle
- 1949. France : la station Grenelle de la ligne 6 du métro de Paris est renommée Bir-Hakeim - Grenelle.
- 1961. France : catastrophe ferroviaire de Vitry-le-François.